# Dysmachus fraudator
Dysmachus fraudator är en tvåvingeart som beskrevs av Pavel Lehr 1966. Dysmachus fraudator ingår i släktet Dysmachus och familjen rovflugor. Inga underarter finns listade i Catalogue of Life.